# Franck Azzopardi
Franck Azzopardi (Châtellerault, 5 dicembre 1970) è un ex calciatore francese, di ruolo centrocampista.

## Carriera
Dal 1989 al 2005 (anno del suo ritiro) gioca tutta la sua carriera nello Chamois Niortais.